# Krueng Simpo
Krueng Simpo is een bestuurslaag in het regentschap Bireuen van de provincie Atjeh, Indonesië. Krueng Simpo telt 1148 inwoners (volkstelling 2010).